# Mosi Alli
Mosi Alli (sinh ngày 3 tháng 7 năm 1961) là một vận động viên chạy nước rút người Tanzania. Bà đã thi đấu ở nội dung 100 mét nữ tại Thế vận hội Mùa hè 1980.